# Вультуре
Вультуре (итал. Monte Vulture) — горный массив потухшего вулкана на юге Италии, примерно в 45 км к северу от города Потенца, в регионе Базиликата.

## География
Занимает площадь в 27 км², что соответствует приблизительно площади вулкана Везувий. Вультуре значительно возвышается над местным холмистым ландшафтом, склоны его вплоть до вершины покрыты лесами. Наивысшей его точкой является собственно гора Вультуре (Monte Vulture, выс. 1326 м), затем следует находящаяся южнее Сан-Микеле (San Michele, выс. 1262 м). В кальдере Валле-деи-Гриджи (Valle dei Grigi) на высоте 656 м, лежат разделённые перешейком две маары, меньшая из которых, озеро Пикколо-ди-Монтиккьо (Lago Piccolo di Monticchio) защищается как государственный природный заповедник.
Вультуре — уникальный случай проявления молодого вулканизма далеко от Тирренского моря на восточном склоне Лукканских Апеннин, где они пересекаются большим поперечным разломом. Стратовулкан сложен трахитовыми лавами и их пирокластами, насажен на разлом, протянувшийся от о-ва Искья через Апеннины, удален от Тирренского моря на 100 км.

## История
Первые признаки вулканической активности датируются приблизительно одним миллионом лет (образование игнимбрита). Около 830 тысяч лет назад этот период деятельности завершается и затем около 500 тысяч лет происходят пирокластические выбросы и эффузии. Образование кальдеры Валле-деи-Гриджи, по всей видимости, произошло вследствие разрушения западных склонов вулкана. Последние вспышки вулканической активности, приведшие к образованию обеих маар, имели место приблизительно 40-42 тысячи лет назад.

## Местные достопримечательности

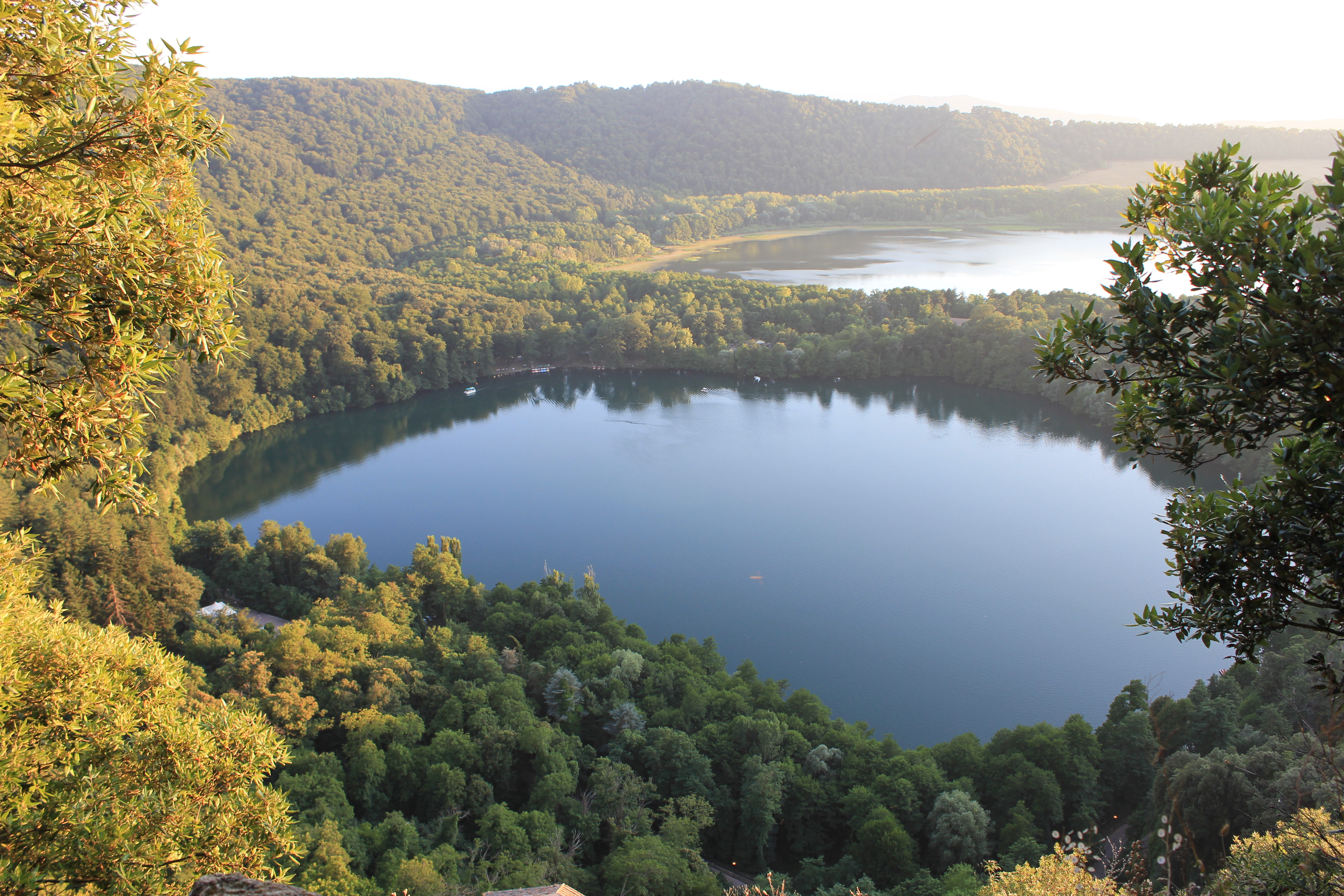
Озёра у склонов Вультуре

В кальдере старого вулкана создана туристическая зона. На горных склонах выше озера Пикколо-ди-Монтиккьо сохранилось аббатство Сан-Микеле, основанное в VIII столетии и в XI веке превращённое в монастырь с пещерным (вырубленным в скальной породе) храмом. Поблизости, на перешейке между двумя маарами, также находятся руины другой монастырской церкви Сан-Ипполито, оставленной монахами после землетрясения 1456 года.
На территории кальдеры находится селение Монтиккьо-Лаги, входящее административно в насчитывающую 13 тысяч жителей коммуну Рионеро-Вультуре. Собственно городок Рионеро-ин-Вультуре лежит на восточных склонах массива Монте-Вультуре. Местные жители возделывают на склонах массива виноград альянико. Вся северная часть провинции Потенца объявлена винодельческой зоной Альянико дель Вультуре.